# كومنفورم
الكومنفورم (بالروسية: Коминформ) و(بالإنجليزية: Cominform)‏؛(1947 - 1956) هو مكتب الإعلام الشيوعي.

## تأريخياً
تأسس المكتب بتوجيه من القيادة السوفيتية، في 5 /6 أكتوبر ببلغراد، والتي أصبحت عاصمة لجمهورية يوغوسلافيا الاشتراكية الاتحادية، وبعد طرد يوغوسلافيا من المجموعة، تم نقل المكتب إلى بوخارست عاصمة رومانيا. كان الهدف من المكتب تنسيق الأعمال بين الأحزاب الشيوعية في مختلف البلدان. وكانت تصدر عن المكتب صحيفة رسمية بعنوان (من أجل سلام دائم، من أجل ديمقراطية الشعوب). تمَّ حل المكتب في 1956، بعد التقارب السوفيتي اليوغوسلافي وعملية اجتثاث الستالينية.